# 사나다 노부유키
사나다 노부유키(일본어: 真田信之, 1566년 ~ 1658년 11월 12일)는 센고쿠 시대에서 에도 시대 전기에 활동한 무장, 다이묘이다. 사나다 마사유키(真田昌幸)의 아들로, 사나다 가문을 대표하여 도쿠가와 이에야스(德川家康)에 협력하였다. 끝까지 이에야스와 대결하다 오사카 겨울 전투에서 전사한 동생 사나다 유키무라(真田幸村; 사나다 노부시게(真田信繁))와는 대조적인 모습을 보여준다.

## 생애
아버지 마사유키가 가이의 다케다 가문의 신하였기 때문에, 노부유키는 다케다 가문에 보내져 인질 생활을 보내게 된다. 1582년 다케다 가문이 오다 노부나가(織田信長)와 도쿠가와 이에야스 연합군에 의해 멸망하자 아버지와 함께 피신했다. 1585년 도쿠가와 이에야스는 마사유키에게 본거지인 우에다 성을 내줄 것을 요구했으나 마사유키는 이를 거절했고, 이에 격분한 도쿠가와 군이 쳐들어오자 노부유키는 아버지와 함께 도쿠가와 군과 싸워 이를 격퇴했다(제1차 우에다 성 전투). 그 후 마사유키는 도요토미 히데요시(豐臣秀吉)의 신하가 되었다. 히데요시의 명령으로 1589년 이에야스와 화친을 맺고 이에야스 휘하의 가신이 되었다. 이에야스는 노부유키의 재능을 높이 평가하여, 도쿠가와 가문의 중신인 혼다 다다카쓰(本多忠勝)의 딸인 이나히메(稲姫) 자신의 장녀로 삼은 뒤 노부유키에게 시집보냈다.
1590년 도요토미 히데요시는 좀처럼 자신에게 복종하려 하지 않는 호조 가문을 토벌하기 위해 대군을 일으켰고, 노부유키는 오다와라 정벌에서 공을 세워 누마타 성의 성주가 된다. 1594년 이즈노카미라는 관직을 받는다. 히데요시가 조선을 침략하자(임진왜란, 정유재란), 노부유키는 당시 침략군의 본영이 있던 규슈의 나고야성에 갔다. 히데요시가 죽자 도요토미 정권 내부의 권력 다툼으로 오대로의 필두였던 도쿠가와 이에야스와 오봉행의 필두 이시다 미쓰나리(石田三成) 사이의 대립이 격화되었고, 미쓰나리가 거병하여 이에야스 군을 토벌하자는 격문을 보내자 사나다 가문도 동군과 서군 사이에서 선택의 기로에 놓이게 되었다. 아버지 마사유키와 동생 노부시게는 미쓰나리의 서군에 가세했지만, 노부유키는 이에야스의 동군에 참가하기로 하여, 도쿠가와 히데타다(德川秀忠)의 군에 소속되어 제2차 우에다 성 전투에 참가하여 아버지와 동생과 적이 되어 싸웠다. 마사유키가 이끄는 2천의 사나다 군을 상대로 3만 8천의 히데타다 군은 지나치게 시간을 소비하여, 정작 세키가하라 전투에 기일을 맞추지 못하여 결전이 끝난 후에야 도착했다. 세키가하라 전투 후에 노부유키는 마사유키의 영지였던 우에다와 누마타의 9만 5천 석을 계승하였다. 노부유키는 서군에 속해 있었던 마사유키와 노부시게의 구명을 탄원하여, 마사유키와 노부시게는 사형 대신 기이 구도 산에 유배되는 형벌로 그쳤다. 그 대신 노부유키(信幸)는 아버지 마사유키(昌幸)와의 결별을 선언하기 위해 노부유키(信之)로 이름을 바꾸었다. 오사카 전투에서도 활약하여, 1622년 13만 석의 마쓰시로로 영지를 옮겼다.
장남인 노부요시는 이미 죽었기 때문에, 1656년에 차남 노부마사에게 가독(가문의 우두머리로서의 권리)을 넘겨주었지만, 1658년에 노부마사가 죽고, 노부마사의 아들인 유키미치가 가독을 계승한다. 노부유키도 이 해에 죽는다. 향년 93세.

## 사후의 사나다 가문
마쓰시로 번 제6대 번주 유키히로(幸弘)대에 사나다 유키타카(真田幸専, 친부 에도 막부 다이로 이이 나오히데井伊直幸의 9남)가 사나다 가문의 양자로서 가독을 이어 노부유키의 혈통이 끊기기는 했지만, 사나다 가문의 이름은 막말까지 지속되었어 사나다 유키모토(真田幸民, 친부 이요 우와지마번 제8대 번주 다테 무네나리伊達宗城의 장남)대에는 메이지 시대에도 자작(子爵) 가문으로 존속했을 뿐 아니라 후에 백작(伯爵) 가문으로 격상된다.

## 인물
동생인 사나다 노부시게가 전설로까지 추앙된 것에 비하면 노부유키의 존재감은 크지 않은 것처럼 느껴진다. 더욱이 노부유키와 노부시게의 관계를 '어리석은 형과 현명한 동생'의 구도로 여기는 사람도 있다.
그러나 혼란의 센고쿠 시대 말기를 주군인 이에야스와 아버지 마사유키 사이에서 가문을 혼란을 잠재우고, 그 탁월한 정치력과 생명력으로 '사나다'라는 이름을 지켜낸 것은 노부유키의 역량에 의한 것이며, 그 공적은 동생 노부시게의 화려한 무용담에도 뒤지지 않는 것이다. '정략(政略)으로 가문을 지킨다'는 점에서 보면, 노부유키는 아버지 마사유키의 피를 가장 진하게 이어받은 인물이라고도 할 수 있다. 그러나 노부시게의 존재 때문에 곧잘 과소평가되곤 하는 인물이다.

## 관련 작품

### 관련 서적
소설
- 이케나미 쇼타로『사나다 태평기』

### 드라마
- 《사나다 태평기》 (NHK 신대형 시대극, 1985년 ~ 1986년) - 배우: 와타세 츠네히코
- 《사나다마루》 (NHK 대하드라마, 2016년) - 배우: 오오이즈미 요

### 게임
- 전국무쌍 시리즈 - 오노 다이스케

## 같이 보기
- 사나다 태평기
- 전국무쌍 사나다마루